# Bato (koning)
Bato was een Illyrische koning. Hij regeerde over het Koninkrijk Dardanië van 206 tot 176 v.Chr. en volgde daarmee zijn vader Longarus op. Bato vocht aan de kant van de Romeinen gedurende de Tweede Macedonische Oorlog. Na de oorlog verslechterde de band echter tussen de Illyriërs en Romeinen. Bato werd als koning opgevolgd door zijn broer Monunius II.